# Патријарх александријски Евлогије I
Свети Евлогије архиепископ Александријски (грч. Πατριαρχης Ευλογιος) је хришћански светитељ, архиепископ Александрије у периоду од 570. - 608. године, 
Као млад се замонашио у неком од манастира Антиохије. Касније је изабран за игумана. Био је близак са папом Гргуром I. сачувана је њихова преписка. Био је архиепископ александријски пре светог Јована Милостивог, а у време царева Маврикија и Фоке.
589. Евлогије сазива помесни црквени сабор у Александрији да осуди две јеретичке групе: монофизита и агнитија.
Аутор је многих теолошких радова, али већина његових дела су преживели само списима сачуваним од стране патријарха Фотија. Од сачуваних фрагмената од посебног значаја је спис „Света Тројица и инкарнација". Он је аутор расправе против Новатијана, против Тимотеја и Севера. У својим радовима, развио је доктрину о „природи“ људске воље у Христу, говорио је директно о "две воље“. Израдио је теолошке анализе главних јеванђеља текстова, и у том смислу је директан претходник Откривења Максима Исповедника.
Православна црква га помиње 13. фебруара (према јулијанском календару ).